# Sándor Iharos
Sándor Iharos (* 10. März 1930 in Budapest; † 24. Januar 1996 ebenda) war ein ungarischer Leichtathlet, der in den 1950er Jahren als Mittel- und Langstreckenläufer in Erscheinung trat. Er machte vor allem durch seine Weltrekorde Furore, war jedoch ein Läufer ohne Glück: Die Rekorde waren nur kurzlebig, und eine internationale Medaille konnte er weder bei Olympischen Spielen noch bei Europameisterschaften gewinnen.

## Leben
Im Jahr 1955 nahm Iharos an der Universiade in Warschau teil und belegte über 5000 Meter in 13:56,6 min den zweiten Platz hinter dem Polen Jerzy Chromik (Sieger in 13:55,2 min).
Im Jahr 1956 trat er beim „Kusociński Memorial“ wiederum über 5000 Meter an und holte sich den Sieg. 
Seine letzte Landesmeisterschaft gewann er über 5000 Meter im Jahr 1961 (13:51,8 min). Im Jahr davor war er noch Doppelmeister über 5000 Meter (14:00,8 min) und 10.000 Meter (29:14,5 min) geworden (seine Meistertitel vor 1960 sind nicht belegt).
Iharos startete für Honvéd Budapest und gehörte zur Trainingsgruppe um Mihály Iglói, die gegenüber der Konkurrenz umfangreicher trainierte. Er war 1,70 m groß und brachte in seiner aktiven Zeit 65 kg auf die Waage.
Nach dem Ungarischen Volksaufstand von 1956 setzte er sich nach Belgien ab, kehrte aber im Juni 1957 in seine Heimat zurück.

## Olympische Spiele
Sándor Iharos nahm an zwei Olympischen Spielen teil: 1952 in Helsinki und 1960 in Rom.
Bei seinem Debüt 1952 in Helsinki startete er über 1500 Meter, musste jedoch als Fünfter seines Vorlaufs in 3:56,0 min die Konkurrenz beenden. Den Spielen 1956 in Melbourne blieb er fern, da ihm aufgrund der politischen Ereignisse – unmittelbar vor den Spielen fand der ungarische Volksaufstand statt – die Teilnahme verweigert wurde (offiziell wurde eine Verletzung als Grund für den Startverzicht angegeben). Sein Trainer Mihály Iglói nutzte indessen die Gelegenheit, sich über Melbourne in die USA abzusetzen. In der Folgezeit ging es mit Iharos rapide bergab. Bei den Spielen 1960 in Rom trat er zwar noch einmal sowohl über 5000 Meter als auch über 10.000 Meter an, spielte jedoch im Kampf um die Medaillen keine Rolle: Über 5000 Meter kam er in 14:11,4 min als Drittletzter ins Ziel (es siegte der Neuseeländer Murray Halberg in 13:43,4 min), und über 10.000 Meter erging es ihm nur unwesentlich besser, als er unter 29 Läufern, die das Ziel erreichten (auf Ausscheidungsläufe hatte man verzichtet), in 29:15,8 min auf Platz elf hinter dem Briten Gordon Pirie einlief (es siegte Pjotr Bolotnikow aus der UdSSR in 28:32,2 min).

## Europameisterschaften
Sándor Iharos nahm an zwei Europameisterschaften teil: 1954 in Bern über 1500 Meter und 1958 in Stockholm über 5000 Meter. Beide Male kam er mit deutlichem Abstand auf den sechsten und letzten Platz.
Sein Erfolgsjahr war das Jahr 1955, als ihm gleich sieben Weltrekorde gelangen (sie wurden bis auf zwei Ausnahmen alle in Budapest gelaufen).

## Weltrekorde
- 1500 m: 3:40,8 min am 28. Juli 1955 in Helsinki (Verbesserung der ein Jahr alten Bestmarke von John Landy um genau eine Sekunde; der Rekord wurde noch im gleichen Jahr zweimal eingestellt und im August 1956 dann von Iharos Landsmann István Rózsavölgyi um zwei Zehntel auf 3:40,6 min gedrückt)
- 3000 m: 7:55,6 min am 14. Mai 1955 (Mit dieser Leistung unterbot Iharos die sechs Jahre alte Bestmarke von Gaston Reiff um 3,2 Sekunden; sie wurde ein Jahr später von Gordon Pirie zunächst eingestellt und dann auf 7:52,8 min verbessert)
- 2 Meilen: 8:33,4 min am 30. Mai 1955 in London
- 3 Meilen: 13:14,2 min am 23. Oktober 1955 (Diese Zeit wurde bei einem Lauf über 5000 Meter als Zwischenzeit gestoppt)
- 5000 m: 
  - 13:50,8 min am 10. September 1955 (Iharos verbesserte damit die knapp ein Jahr alte Bestmarke von Wolodymyr Kuz um vier Zehntel; eine Woche später holte Kuz sich mit 13:46,8 min den Rekord zurück.)
  - 13:40,6 min am 23. Oktober 1955 waren Iharos Antwort auf die erst eine Woche alte Leistung von Kuz. Der Rekord bestand bis zum Juni des Folgejahres, als Gordon Pirie ihn auf 13:36,8 min drückte.
- 6 Meilen: 27:43,8 min am 15. Juli 1956 (Diese Zeit wurde bei einem Lauf über 10.000 Meter als Zwischenzeit gestoppt)
- 10.000 m: 28:42,8 min am 15. Juli 1956 (Diese Zeit bedeutete eine Verbesserung der Bestmarke von Emil Zatopek aus dem Jahr 1954 um fast zwölf Sekunden. Sie wurde jedoch nicht einmal einen Monat alt: Am 11. September 1956 in Moskau lief Kuz 28:30,4 min)
- 4×1500 m: 
  - 15:29,2 min am 23. September 1953
  - 15:21,2 min am 14. Juli 1954
  - 15:14,8 min am 29. September 1955
- 4×1 Meile: 16,25,2 min am 29. September 1959